# (659889) 2021 GV122
(659889) 2021 GV122 est un objet transneptunien en résonance 4:9 avec Neptune, il a été découvert en 2021 par le réseau coréen de télescopes à microlentilles, mais a pu être identifié sur des documents remontants à 2003.